# Max Burgmeier

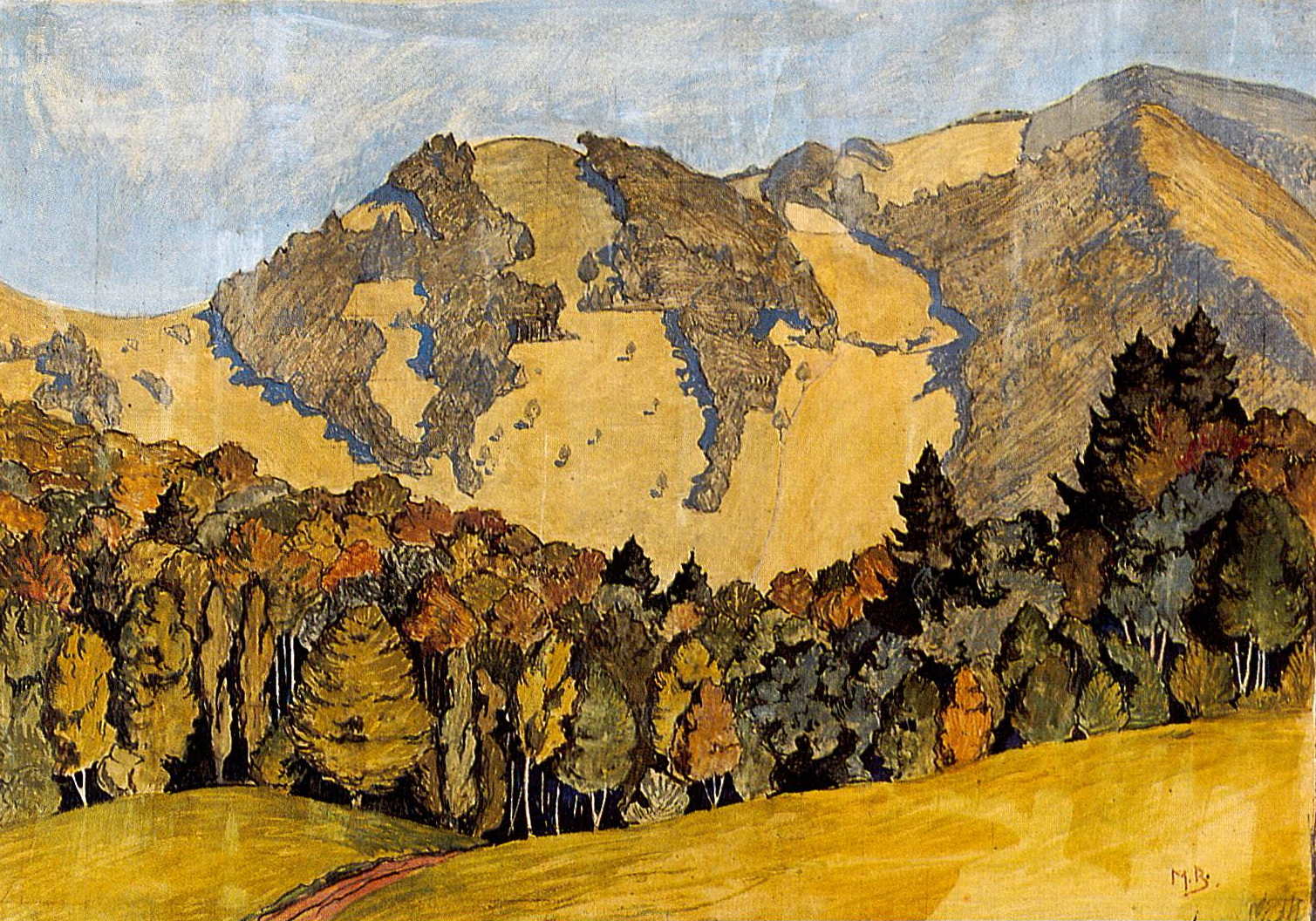
Gemälde «Grosser Wolf mit Achenberg und Homberegg» (um 1905)

Joseph Max Burgmeier (* 31. Januar 1881 in Aarau; † 15. Januar 1947 ebenda) war ein Schweizer Maler, Zeichner, Grafiker und Holzschneider.

## Leben und Werk
Max Burgmeier war das dritte Kind des Sängers Josef Burgmeier und der Elise, geborene Kieser. Er war der jüngere Bruder von Lisa Burgmeier.
Auf Empfehlung von Adolf Stäbli studierte Burgmeier von 1900 bis 1902 an der Königlichen Kunstgewerbeschule München bei Maximilian Dasio, Theo Schmuz-Baudiß und Bruno Paul. Wieder in der Schweiz bildete er sich in Rüschlikon bei Hermann Gattiker weiter; von Winter 1902 bis April 1903 setzte er seine Studien in Paris bei Eugène Grasset fort. Im gleichen Jahr malte er zusammen mit Fritz Widmann, ein Zimmer im Haus «Zum Schloss» aus und belegte gegen Ende des Jahres an der Académie Colarossi Kurse im Aktzeichnen und -malen. Von 1906 bis 1907 studierte er in München an der privaten Malschule von Heinrich Knirr und erhielt 1908 ein Eidgenössisches Kunststipendium. In Aarau schuf er zahlreiche Wandbilder, so 1933 für den Gasthof «Salmen» zusammen mit Guido Fischer und Eugen Maurer (1885–1961) das Fassadenbild Bachfischet. Burgmeier stellte seine Werke in mehreren Gruppen- und Einzeldarstellungen in verschiedenen Kunsthäusern der Schweiz aus.
Burgmeier gründete 1904 zusammen mit seinem Künstlerfreund Ernest Bolens, Charles Welti und Johann Jakob Wyss (1876–1936) die Sektion Aargau der Gesellschaft Schweizerischer Maler und Bildhauer (GSAMBA) und war von 1913 bis 1943 deren Präsident. In den 1920er-Jahren wurde er in den Vorstand der GSMBA Schweiz gewählt, aus welchem er nach zwölf Jahren als Vizepräsident ausschied.
Burgmeier war seit 1913 mit Ida, geborene Scheller († 1928), verheiratet. 1937 heiratete er Lina, geborene Buser (1895–1985). 1944 erkrankte Burgmeier an Mumps. Trotz mehrerer Kuraufenthalte verschlechterte sich sein Gesundheitszustand weiter, bis er schliesslich am 15. Januar 1947 verstarb.